# Townshend Island
Townshend Island är en ö i Australien. Den ligger i delstaten Queensland, omkring 630 kilometer nordväst om delstatshuvudstaden Brisbane. Arean är 80 kvadratkilometer. Den sträcker sig 15,9 kilometer i nord-sydlig riktning, och 10,5 kilometer i öst-västlig riktning.
Runt Townshend Island är det mycket glesbefolkat, med 2 invånare per kvadratkilometer. Genomsnittlig årsnederbörd är 1 383 millimeter. Den regnigaste månaden är mars, med i genomsnitt 268 mm nederbörd, och den torraste är augusti, med 21 mm nederbörd.